# Кёнигсштуль (Ренс)

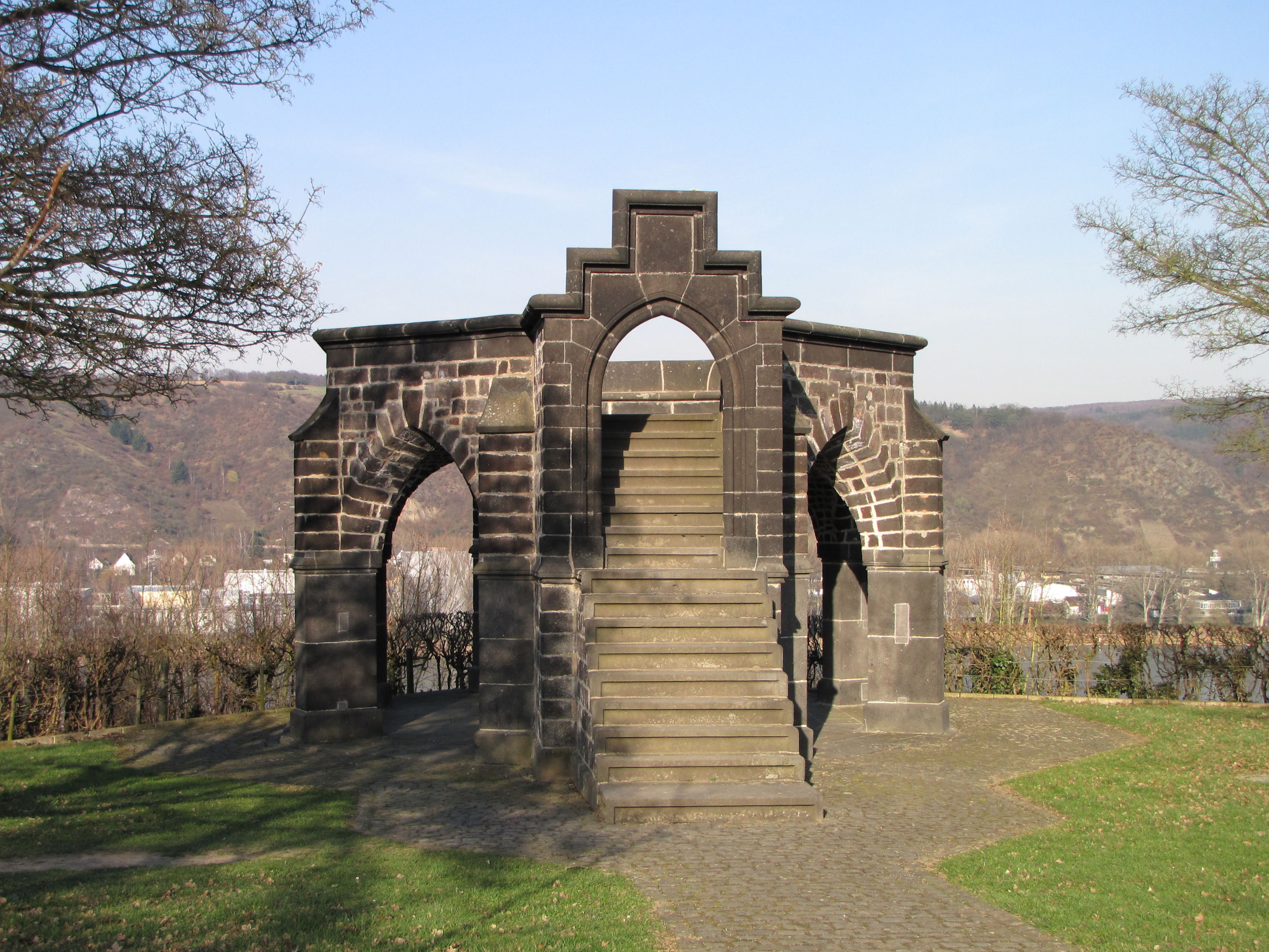

Кёнигштуль (нем. Königsstuhl, дословно «Королевский трон») — место на Рейне, приблизительно в 300 метрах ниже Ренса, где собирались курфюрсты для заключения земского мира, для выбора короля-императора. 
В первый раз как «исконное» место собраний кёнигштуль упоминается в 1308 году, при предварительном выборе Генриха VII. В 1338 году, 16 июля, здесь происходило знаменитое первое собрание курфюрстов, называемое ренским.
В 1376 году по желанию Карла IV в этом месте было построено восьмиугольное сооружение. В 1794 году оно было разрушено французами. В 1843 году оно было возобновлено в прежнем виде. 